# Zieleń miejska we Wrocławiu
Zieleń miejska we Wrocławiu – obszary zieleni we Wrocławiu. Należą do nich przede wszystkim: parki, lasy i ogrody. We Wrocławiu znajduje się 45 parków, 10 lasów i 3 duże ogrody.

## Ogrody
- Ogród Zoologiczny we Wrocławiu – pod względem liczby gatunków największy w Polsce
- Ogród Botaniczny Uniwersytetu Wrocławskiego – ogród Uniwersytetu Wrocławskiego
- Ogród Japoński we Wrocławiu – w Parku Szczytnickim obok Pergoli

## Parki
- Park Szczytnicki
- Park Południowy
- Park Bieńkowicki
- Park Wschodni
- Park Brochowski
- Park Zachodni
- Park Pilczycki
- Park Tysiąclecia
- Park Mikołaja Kopernika we Wrocławiu
- Park Marii Dąbrowskiej
- Park Jana Kasprowicza
- Park Juliusza Słowackiego we Wrocławiu
- Wzgórze Partyzantów
- Wzgórze Polskie
- Park Leśnicki
- Park Stanisława Staszica
- Park Biskupiński
- Park Stabłowicki
- Park Strachowicki
- Park Złotnicki
- Park Stanisława Tołpy (poprzednio: Park Nowowiejski)
- Park Świętej Edyty Stein
- Park Popowicki (poprzednio: Polana Popowicka)
- Park Grabiszyński
- Park Skowroni
- Park Generała Władysława Andersa
- Park Dąbski
- Park Ludowy – obok Stadionu Olimpijskiego
- Park Kleciński
- Park generała Mariana Langiewicza (poprzednio: Park Gajowicki)
- Park przy ulicy Kolejowej

## Lasy i inne tereny leśne
Lasy we Wrocławiu, wg danych na 2006 rok, zajmowały obszar około 2.286,21 ha, co daje wskaźnik lesistości na poziomie 7,7%.
- Lasy komunalne:
  - Las Osobowicki
  - Las Rędziński, w tym Las Lesicki
  - Las Sołtysowicki
  - Lasek Oporowski
  - Las Rakowiecki
  - Las Kuźnicki
- Lasy państwowe:
  - Las Leśnicki
  - Las Mokrzański
  - Las Pilczycki
  - Las Ratyński
  - Las Strachociński
  - Las Wojnowski
  - Las Zakrzowski.

Od 1 stycznia 2000 r. znaczącą częścią terenów zielonych we Wrocławiu zarządza jednostka budżetowa Gminy Wrocław, powołana uchwałą nr XV/488/99 Rady Miejskiej Wrocławia z 9 grudnia 1999, pod nazwą Zarząd Zieleni Miejskiej. Pozostała część obszarów zieleni (m.in. na terenach cmentarzy, lasów państwowych, ZOO, Ogrodu Botanicznego, a także mniejsze skupiska zieleni na terenach prywatnych i wewnątrz zabudowy mieszkaniowej) pozostają w zarządzie innych zarządców lub właścicieli tych terenów.